# Sandra Pizzarello
Sandra Pizzarello   (Venècia, 1933 - 24 d'octubre de 2021) va ser una bioquímica italiana, que va desenvolupar la major part de la seva carrera professional als Estats Units, on va ser catedràtica de la Universitat Estatal d'Arizona i col·laboradora de l'Institut d'Astrobiologia de la NASA. La seva recerca va centrar-se en l'estudi dels compostos orgànics presents en les condrites carbonàcies.

## Biografia
Pizzarello va doctorar-se en ciències biològiques a la Universitat de Pàdua l'any 1955. De 1957 a 1960 va ser investigadora associada del Departament de Neurofarmacologia dels Laboratoris Farmitalia de Milà. Durant quinze anys va estar allunyada del món de la recerca, dedicada exclusivament a la seva família. L'any 1977 va traslladar-se als Estats Units amb la seva família i va entrar a treballar en el Departament de Química i Bioquímica de la Universitat Estatal d'Arizona, d'on va ser catedràtica i investigadora; després de la seva jubilació va ser nomenada catedràtica emèrita.
Va ser pionera en l'anàlisi i estudi de compostos orgànics presents en les condrites carbonatades, un tipus de meteorits no metàl·lics del tipus condrites. Amb la col·laboració de John R. Cronin van desenvolupar noves tècniques analítiques per estudiar compostos solubles presents en aquell tipus de meteorits, entre els quals aminoàcids, àcids carboxílics, hidrocarburs alifàtics, amoníac o amines, dels quals van determinar les característiques moleculars, isotòpiques i quirals, i també matèria orgànica insoluble. Van analitzar més de vuitanta aminoàcids, que en els meteorits tenen una distribució diferent de la que es dona a la Terra. Els estudis de Pizzarello i Cronin va demostrar les diverses vies de síntesi dels compostos orgànics en el sistema solar primitiu. Els resultats de l'anàlisi d'uns compostos orgànics presents en el meteorit Murchinson, que van publicar a la revista Science l'any 1997, demostraven un excés en l'enantiomer-l en una sèrie d'aminoàcids. Atès que el meteorit Murchinson, pertany al grup de les condrites carbonatades, que es van formar fa més 4.500 milions d'anys, els resultats d'aquell treball indicaven que hi va haver una influència asimètrica en l'evolució química dels compostos orgànics abans que s'originés la vida.
Sandra Pizzarello va presidir la Societat Internacional de l'Estudi de l'Origen de la Vida (ISSOL, de l'anglès International Society for the Study of the Origin of Life) de 2014 a 2017.